# Visserseiland
Het Visserseiland is een sikkelvormig schiereiland, dat in de 17e eeuw aangelegd is bij de haven van de Noord-Hollandse stad Hoorn. Het Westereiland, zoals het oorspronkelijk heette, zorgde samen met het Oostereiland voor extra kade-capaciteit en scheidde de Grashaven af van de Zuiderzee.

## Geschiedenis
De eerste aanzet tot de vorming van het schiereiland werd gemaakt in 1662 met de aanleg van de dijk die later tot het Visserseiland zou uitgroeien. Het eiland werd toen Westereiland genoemd. De naam wijzigde in de loop der jaren omdat er in het begin veel vissers gingen wonen. Ook de belangrijkste straat heeft de naam Visserseiland.
In 1675 maakte Matthias Withoos een schilderij waarop er al bedrijven gevestigd zijn. Aan het einde van de 19e en begin 20e eeuw stonden er twee houtzaagmolens: De Halm en De Rob. De Halm eerste in 1904 door brand verwoest en De Rob werd in 1924 afgebroken. Van de rokerijen en het taanhuis is op het eiland niets overgebleven. Het taanhuis is in 1980 naar het Buitenmuseum van het Zuiderzeemuseum in Enkhuizen gebracht.
Op de zuidzijde was tussen 1882 en 1918 een badhuis gevestigd, de voorloper van het zogenoemde Witte Badhuis. Aan de andere kant van het zuidelijke deel bevindt zich een dijk waarop een wandelgebied is aangelegd. Hier zijn meerdere kunstwerken geplaatst en op de uiterste punt staat het houten havenlicht van Hoorn. Het originele havenlicht is voor 1660 gebouwd en in 1968 wegens bouwvalligheid afgebroken. Het huidige havenlicht is enige jaren later naar voorbeeld van het originele licht gebouwd.

## Sculpturen
Onder andere de volgende sculpturen zijn op de dijk geplaatst. Van de straat lopende in de richting van het havenlicht zijn dat:

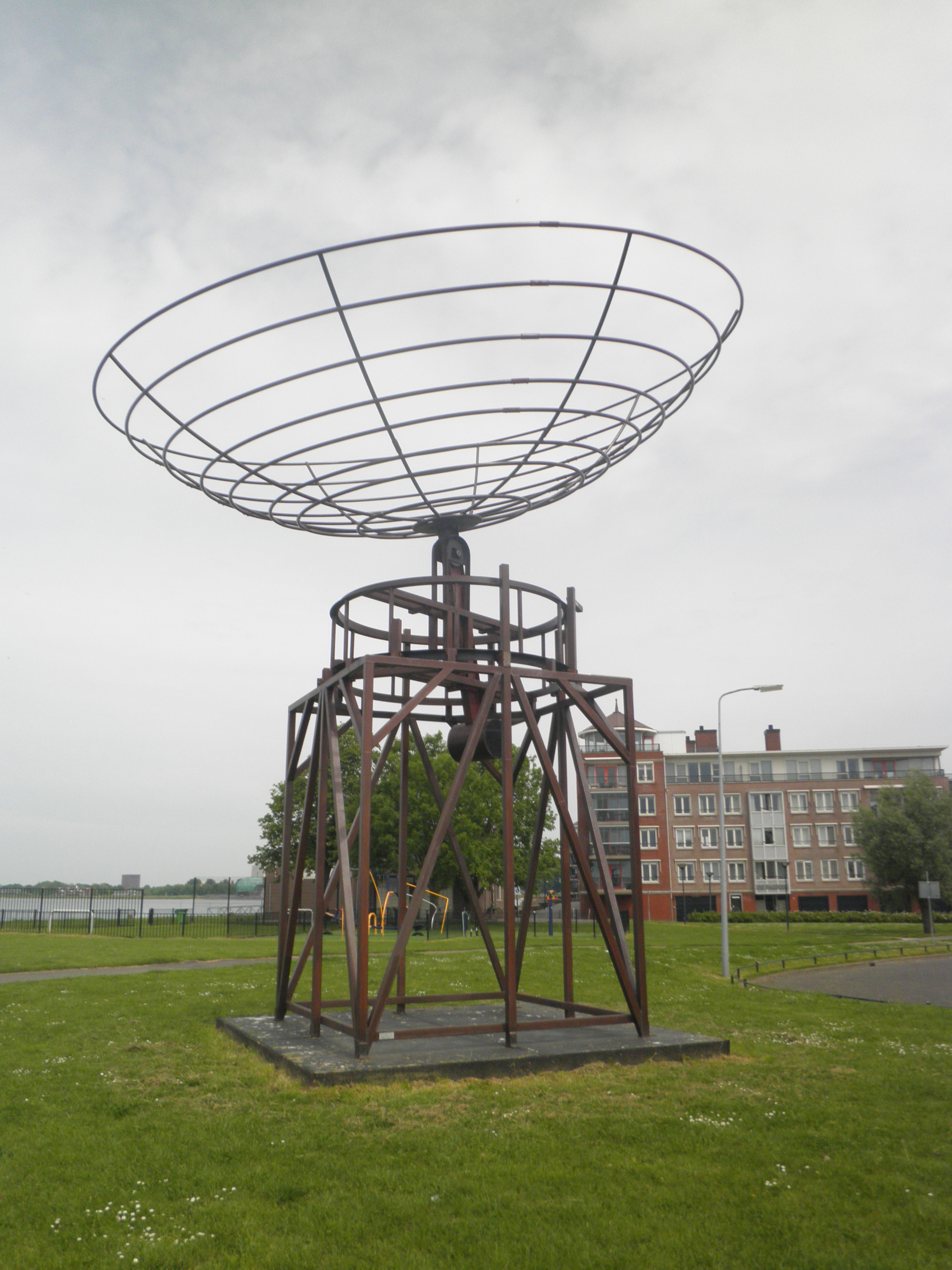
Innerspace
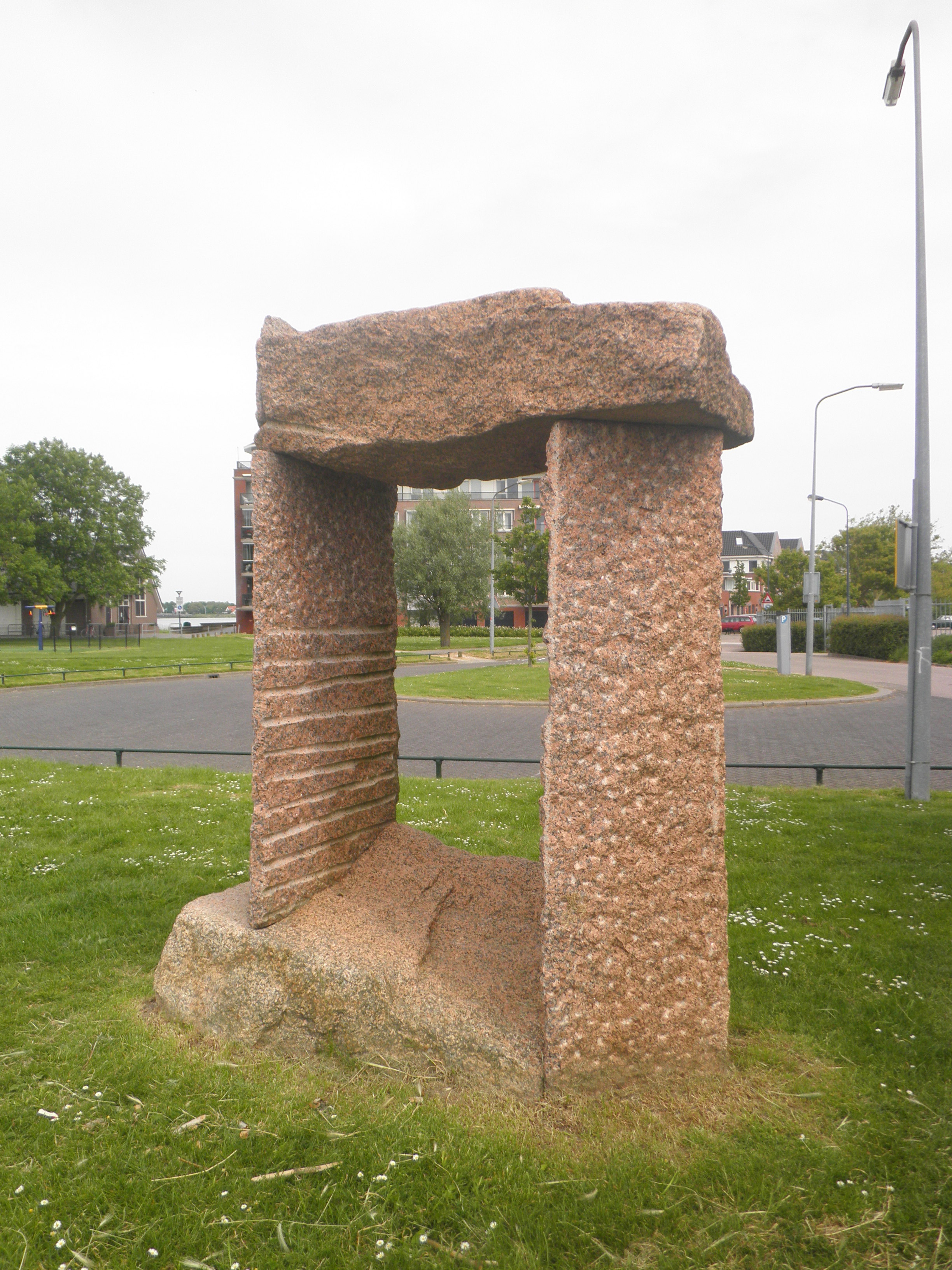
Venster
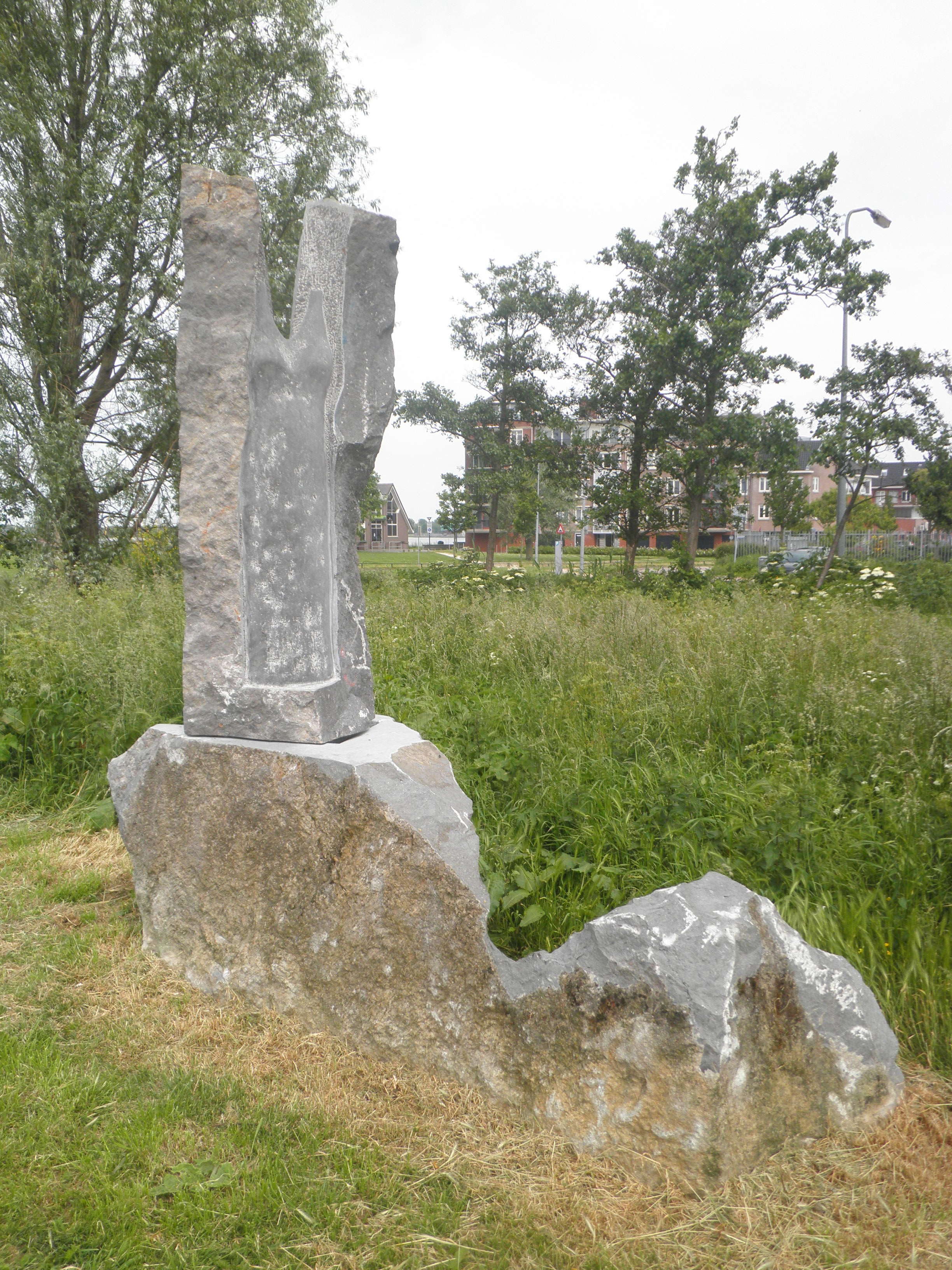
De Uitkijkjurk
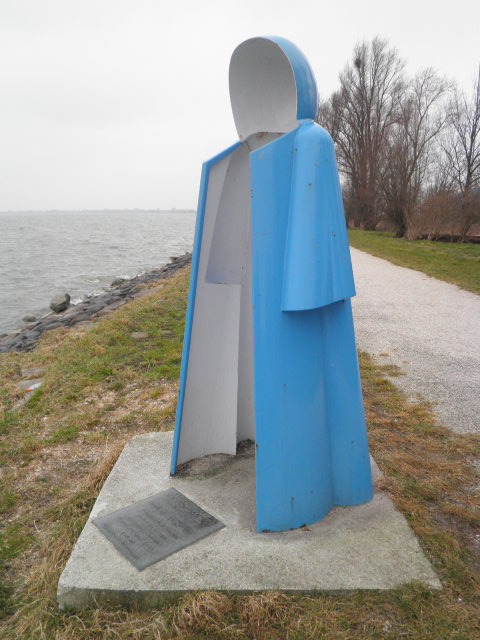
Cape
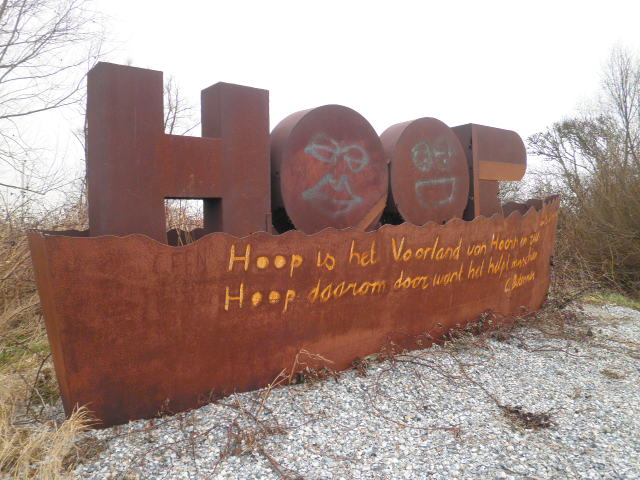
Hoop
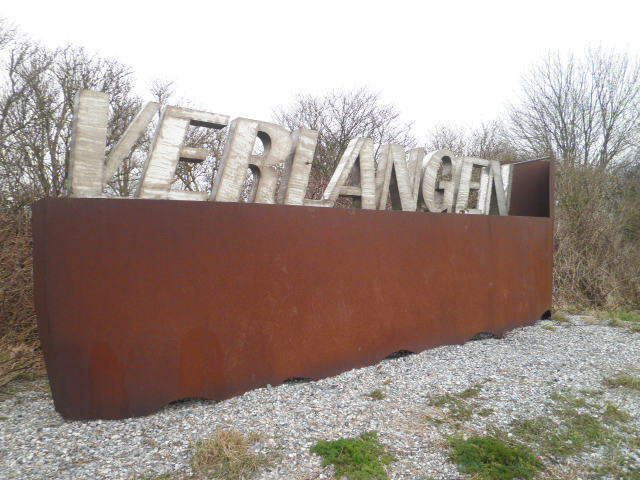
Verlangen
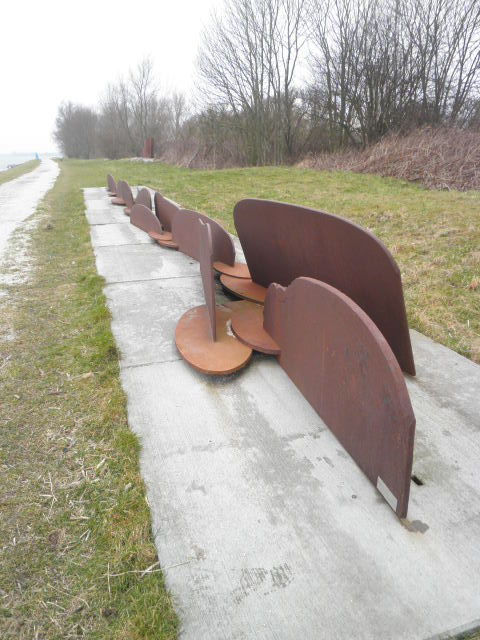
Land en Water
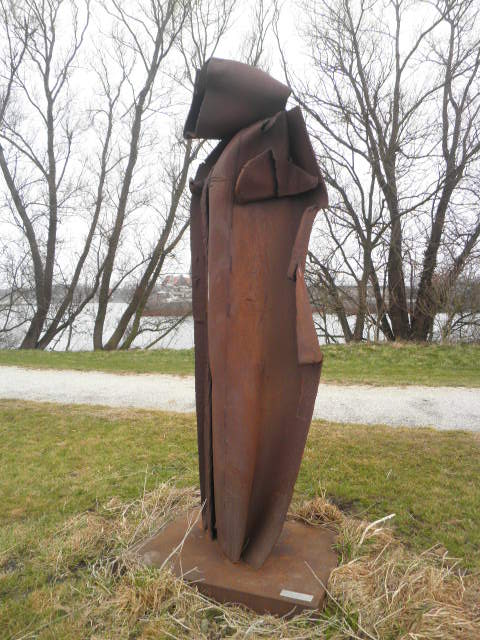
Dijtla

Straten: ABC
· Achter de Vest
· Achter op 't Zand
· Achterom
· Achterstraat
· Appelhaven
· Baanstraat
· Bierkade
· Binnenluiendijk
· Breed
· Breestraat
· Buurtje
· Dal
· Draafsingel
· Dubbele Buurt
· G.J. Henninkstraat
· Gasfabriekstraat
· Gedempte Appelhaven
· Gedempte Turfhaven
· Gerritsland
· Gouw
· Grashaven
· Gravenstraat
· Grote Noord
· Grote Oost
· Hoge Vest
· Jeudje
· Italiaanse Zeedijk
· Keern (gedeeltelijk)
· Kerkstraat
· Kleine Noord
· Kleine Oost
· Koepoortsweg (gedeeltelijk)
· Korenmarkt
· Korte Achterstraat
· Kruisstraat
· Kuil
· Lange Kerkstraat
· Lindestraat
· Munnickenveld
· Muntstraat
· Nieuwe Noord
· Nieuwendam
· Nieuwland
· Nieuwstraat
· Noorderstraat
· Onder de Boompjes
· Oude Doelenkade
· Pakhuisstraat
· Peperstraat
· Ramen
· Scharloo
· Schuijteskade
· Slapershaven
· Spoorstraat
· Trommelstraat
· Turfhaven
· Veemarkt
· Veermanskade
· Venidse
· Vijzelstraat
· Vismarkt
· Visserseiland
· Vollerswaal
· West
· Westerdijk
· Wisselstraat
· Zon

Pleinen: De Driestal
· Kazerneplein
· Kerkplein
· Koepoortsplein
· Noorderveemarkt
· Roode Steen
· Vale Hen

Stegen: 't Glop
· Appelsteeg
· Arminiaanse Glop
· Bagijnensteeg
· Bottelsteeg
· Bottersteeg
· Broeksteeg
· Brouwerijsteeg
· Clara's Klooster
· De Zak
· Duinsteeg
· Foreestensteeg
· Geldersesteeg
· Gortsteeg
· Hanekamsteeg
· Hemelsteeg
· Hoogesteeg
· Jan Haringsteeg
· Jan van Necksteeg
· Jeroenensteeg
· Kleine Havensteeg
· Kloppoort
· Knipboogsteeg
· Mallegomsteeg
· Melknapsteeg
· Molsteeg
· Mosterdsteeg
· Nieuwsteeg
· Oosterkerksteeg
· Paardensteeg
· Paradijssteeg
· Pieterseliesteeg
· Pompsteeg
· Proostensteeg
· Schellinkhoutersteeg
· Schoolsteeg
· Schotland
· Sliep Schaar en Messteeg
· Slijksteeg
· Smelterssteeg
· Tempelsteeg
· Turfsteeg
· Watertje
· Wester St. Jansteeg
· Wijdebrugsteeg
· Wijdesteeg
· Zevenhoeksesteeg
· Zoutkeetsteeg